# Lighthouse Field State Beach
Il Lighthouse Field State Beach è una spiaggia protetta del sistema di parchi nazionali dello Stato della California. Si trova nella città di Santa Cruz, all'estremità settentrionale della baia di Monterey. La spiaggia dà sul tratto di mare famoso per le possibilità di surfing. Vi si trova, ospitato nella struttura di un faro del 1967 il Museo del Surf di Santa Cruz.  Il sito, di 15 ettari di superficie, fu fondato nel 1978.

## Storia naturale
Lighthouse Field State Beach è una base invernale per le migrazioni della farfalle monarca. Sono permanente presenti nella zona l'otaria della California e il black swift (Cypseloides niger).

## Divertimenti
Steamer Lane è una località famosa per il surf. A ogni Natale il parco ospita l'annuale evento di Santa Cruz "Caroling under the Stars". Il parco è visitabile tutto l'anno e offre sentieri per passeggiate, vista di luoghi e animali selvatici, aree per picnic, camere da letto e docce all'esterno.